# 내가 사랑하는 사람
내가 사랑하는 사람은 2000년 12월 13일 출간된 대한민국의 시인 정호승의 시선집이다. 42년에 걸친 그의 시업이 담긴 시선집이다. 시인이 '몇 날 며칠 어루만져보다가 다시 세상 밖으로 떠나보낸' 150편의 이 시들은, 42년이라는 세월을 뛰어넘어 한결같이 독자들에게 사랑받고 있다. <슬픔이 기쁨이에게>, <맹인부부가수>, <또 기다리는 편지>, <이별노래>, <부치지 않은 편지>, <풍경 달다>, <우물> 등의 150편의 시들로 이루어져 있다. 2003년에 초판을 시작하여, 개정판을 거쳐서 2014년에 신개정판을 하게 되었다.